# Șamșud
Șamșud (Roemeens), Szilágysámson (Hongaars) is een Roemeense gemeente in het district Sălaj.

## Bevolking
De gemeente Șamșud telde tijdens de volkstelling van 2011 in totaal 1723 inwoners. De meerderheid van de bevolking (1580 personen) wordt gevormd door de etnische Hongaren.